# Moldavia ai Giochi della XXXII Olimpiade
Il Moldavia ha partecipato ai Giochi della XXXII Olimpiade, che si sono svolti a Tokyo, Giappone, dal 23 luglio all'8 agosto 2021 (inizialmente previsti dal 24 luglio al 9 agosto 2020 ma posticipati per la pandemia di COVID-19) con venti atleti, nove uomini e undici donne.
Si è trattata della settima partecipazione di questo paese ai Giochi estivi.

## Medaglie
| Medaglia | Nome               | Sport       | Evento                 |
| -------- | ------------------ | ----------- | ---------------------- |
| Bronzo   | Serghei Tarnovschi | Canoa/kayak | C1 1000 metri maschile |

## Delegazione
| Sport             | Uomini | Donne | Totale |
| ----------------- | ------ | ----- | ------ |
| Atletica leggera  | 2      | 4     | 6      |
| Canoa             | 1      | 2     | 3      |
| Judo              | 2      | 0     | 2      |
| Lotta             | 1      | 1     | 2      |
| Nuoto             | 1      | 1     | 2      |
| Sollevamento pesi | 1      | 1     | 2      |
| Tiro              | 0      | 1     | 1      |
| Tiro con l'arco   | 1      | 1     | 2      |
| Totale            | 9      | 11    | 20     |

## Atletica leggera
| Q | Qualificato al turno successivo per la posizione in qualificazione                                                           |
| q | Qualificato per il turno successivo per ripescaggio o, negli eventi su campo, conquistando la misura minima per qualificarsi |

Maschile
Eventi su campo
| Atleta           | Evento                 | Qualifica | Qualifica | Finale | Finale    |
| Atleta           | Evento                 | Misura    | Posizione | Misura | Posizione |
| ---------------- | ---------------------- | --------- | --------- | ------ | --------- |
| Andrian Mardare  | Lancio del giavellotto | 82.70     | 10° q     | 83.30  | 7°        |
| Serghei Marghiev | Lancio del martello    | 75.94     | 10° q     | 75.24  | 12°       |

Femminile
Eventi su pista e strada
| Atleta           | Evento   | Batteria  | Batteria  | Semifinale | Semifinale | Finale    | Finale    |
| Atleta           | Evento   | Risultato | Posizione | Risultato  | Posizione  | Risultato | Posizione |
| ---------------- | -------- | --------- | --------- | ---------- | ---------- | --------- | --------- |
| Lilia Fisikovici | Maratona | N.D.      | N.D.      | N.D.       | N.D.       | 2h39'59"  | 54ª       |

Eventi su campo
| Atleta          | Evento              | Qualifica | Qualifica | Finale          | Finale          |
| Atleta          | Evento              | Misura    | Posizione | Misura          | Posizione       |
| --------------- | ------------------- | --------- | --------- | --------------- | --------------- |
| Ksenija Balta   | Lancio del disco    | 54.57     | 30ª       | non qualificata | non qualificata |
| Paulina Guba    | Lancio del martello | 69.29     | 17ª       | non qualificata | non qualificata |
| Klaudia Kardasz | Getto del peso      | 16.55     | 28ª       | non qualificata | non qualificata |

## Canoa/Kayak

### Velocità
| FA | Qualificato in finale A (per le medaglie)                       |
| FB | Qualificato in finale B (non per le medaglie)                   |
| Q  | Qualificato al turno successivo per posizione in qualificazione |
| q  | Qualificato al turno successivo per ripescaggio                 |

Maschile
| Atleta             | Evento        | Batteria | Batteria   | Ripescaggi | Ripescaggi | Semifinale | Semifinale | Finale   | Finale     |
| Atleta             | Evento        | Tempo    | Classifica | Tempo      | Classifica | Tempo      | Classifica | Tempo    | Classifica |
| ------------------ | ------------- | -------- | ---------- | ---------- | ---------- | ---------- | ---------- | -------- | ---------- |
| Serghei Tarnovschi | C1 1000 metri | 4'02"794 | 1° Q       | Bye        | Bye        | 4'06"635   | 2° FA      | 4'06"069 | Bronzo     |

Femminile
| Atleta                      | Evento   | Batteria | Batteria   | Ripescaggi | Ripescaggi | Semifinale      | Semifinale      | Finale          | Finale          |
| Atleta                      | Evento   | Tempo    | Classifica | Tempo      | Classifica | Tempo           | Classifica      | Tempo           | Classifica      |
| --------------------------- | -------- | -------- | ---------- | ---------- | ---------- | --------------- | --------------- | --------------- | --------------- |
| Daniela Cociu               | C1 200 m | 48.338   | 3ª q       | 48.594     | 6ª         | non qualificata | non qualificata | non qualificata | non qualificata |
| Maria Olărașu               | C1 200 m | 50.607   | 7ª q       | 49.002     | 7ª         | non qualificata | non qualificata | non qualificata | non qualificata |
| Daniela Cociu Maria Olărașu | C2 500 m | 2'06"070 | 4ª q       | 2'03"434   | 2ª SF      | 2'05"910        | 4ª FA           | 2'01"750        | 7ª              |

## Judo
Maschile
| Atleta        | Evento          | 16-esimi                       | Ottavi                       | Quarti               | Semifinali           | Ripescaggio          | Med. bronzo          | Finale               | Posizione       |
| Atleta        | Evento          | Avversario Risultato           | Avversario Risultato         | Avversario Risultato | Avversario Risultato | Avversario Risultato | Avversario Risultato | Avversario Risultato | Posizione       |
| ------------- | --------------- | ------------------------------ | ---------------------------- | -------------------- | -------------------- | -------------------- | -------------------- | -------------------- | --------------- |
| Denis Vieru   | -66 kg maschile | S. Nurillaev (UZB) V (102-002) | D. Cargnin (BRA) P (001-011) | non qualificato      | non qualificato      | non qualificato      | non qualificato      | non qualificato      | non qualificato |
| Victor Sterpu | -73 kg maschile | M. Estrada (CUB) V (100-001)   | T. Butbul (ISR) P (000-100)  | non qualificato      | non qualificato      | non qualificato      | non qualificato      | non qualificato      | non qualificato |

## Lotta

### Libera
| Atleta            | Evento           | Ottavi                      | Quarti                    | Semifinali           | Ripescaggio Turno 1  | Ripescaggio Turno 2  | Finale/ Finale per il bronzo | Pos.            |
| Atleta            | Evento           | Avversario Risultato        | Avversario Risultato      | Avversario Risultato | Avversario Risultato | Avversario Risultato | Avversario Risultato         | Pos.            |
| ----------------- | ---------------- | --------------------------- | ------------------------- | -------------------- | -------------------- | -------------------- | ---------------------------- | --------------- |
| Anastasia Nichita | -60 kg femminile | O. Adekuoroye (NGR) V (5-0) | E. Nikolova (BUL) P (1-3) | non qualificata      | non qualificata      | non qualificata      | non qualificata              | non qualificata |

### Greco-romana
| Atleta         | Evento | Ottavi                 | Quarti                         | Semifinali            | Ripescaggio Turno 1  | Ripescaggio Turno 2  | Finale/ Finale per il bronzo | Pos. |
| Atleta         | Evento | Avversario Risultato   | Avversario Risultato           | Avversario Risultato  | Avversario Risultato | Avversario Risultato | Avversario Risultato         | Pos. |
| -------------- | ------ | ---------------------- | ------------------------------ | --------------------- | -------------------- | -------------------- | ---------------------------- | ---- |
| Victor Ciobanu | -60 kg | K. Kamal (TUR) V (4-0) | Z. Sharshenbekov (KGZ) V (4-0) | L. Orta (CUB) P (0-4) | Bye                  | Bye                  | S. Emelin (ROC) P (1-4)      | 5°   |

## Nuoto
| Atleta           | Gara                            | Batterie | Batterie | Semifinali      | Semifinali      | Finale          | Finale          |
| Atleta           | Gara                            | Tempo    | Pos.     | Tempo           | Pos.            | Tempo           | Pos.            |
| ---------------- | ------------------------------- | -------- | -------- | --------------- | --------------- | --------------- | --------------- |
| Alexei Sancov    | 200 metri stile libero maschili | 1:47.46  | 26°      | non qualificato | non qualificato | non qualificato | non qualificato |
| Alexei Sancov    | 200 metri farfalla maschili     | 1:57.55  | 26°      | non qualificato | non qualificato | non qualificato | non qualificato |
| Tatiana Salcuțan | 100 metri dorso femminili       | 1:01.59  | 28ª      | non qualificata | non qualificata | non qualificata | non qualificata |
| Tatiana Salcuțan | 200 metri dorso femminili       | 2:09.98  | 11ª Q    | 2:10.09         | 11ª             | non qualificata | non qualificata |

## Sollevamento pesi
| Atleta       | Evento          | Strappo   | Strappo    | Slancio   | Slancio    | Totale | Classifica |
| Atleta       | Evento          | Risultato | Classifica | Risultato | Classifica | Totale | Classifica |
| ------------ | --------------- | --------- | ---------- | --------- | ---------- | ------ | ---------- |
| Marin Robu   | -73 kg maschile | 155       | 3°         | 175       | 10°        | 330    | 8°         |
| Elena Cîlcic | 87 kg femminile | 105       | 8          | 135       | 7          | 240    | 8°         |

## Tiro con l'arco
| Atleta          | Evento                | Round di qualificazione | Round di qualificazione | 32-esimi                  | 16-esimi                  | Ottavi                    | Quarti                    | Semifinali                | Finale/ Finale per il bronzo | Pos.            |
| Atleta          | Evento                | Punteggio               | Seed                    | Avversario Seed Punteggio | Avversario Seed Punteggio | Avversario Seed Punteggio | Avversario Seed Punteggio | Avversario Seed Punteggio | Avversario Seed Punteggio    | Pos.            |
| --------------- | --------------------- | ----------------------- | ----------------------- | ------------------------- | ------------------------- | ------------------------- | ------------------------- | ------------------------- | ---------------------------- | --------------- |
| Dan Olaru       | Individuale maschile  | 648                     | 49°                     | C. Duenas (CAN) P (0-6)   | non qualificata           | non qualificata           | non qualificata           | non qualificata           | non qualificata              | non qualificata |
| Alexandra Mîrca | individuale femminile | 627                     | 51°                     | Yang X. (CHN) P (0-6)     | non qualificata           | non qualificata           | non qualificata           | non qualificata           | non qualificata              | non qualificata |

Misti
| Atleta                    | Evento        | Round di qualificazione | Round di qualificazione | 32-esimi                  | 16-esimi                  | Ottavi                    | Quarti                    | Semifinali                | Finale/ Finale per il bronzo | Pos.            |
| Atleta                    | Evento        | Punteggio               | Seed                    | Avversario Seed Punteggio | Avversario Seed Punteggio | Avversario Seed Punteggio | Avversario Seed Punteggio | Avversario Seed Punteggio | Avversario Seed Punteggio    | Pos.            |
| ------------------------- | ------------- | ----------------------- | ----------------------- | ------------------------- | ------------------------- | ------------------------- | ------------------------- | ------------------------- | ---------------------------- | --------------- |
| Dan Olaru Alexandra Mîrca | Squadre miste | 1275                    | 22º                     | N.D.                      | N.D.                      | non qualificati           | non qualificati           | non qualificati           | non qualificati              | non qualificati |

## Tiro a segno/volo
| Atleta     | Evento                                    | Qualificazione | Qualificazione | Finale          | Finale          |
| Atleta     | Evento                                    | Punteggio      | Classifica     | Punteggio       | Classifica      |
| ---------- | ----------------------------------------- | -------------- | -------------- | --------------- | --------------- |
| Anna Dulce | Pistola 10 metri aria compressa femminile | 557            | 48             | non qualificato | non qualificato |